# Raphidia friederikae
Raphidia friederikae är en halssländeart som beskrevs av H. Aspöck och U. Aspöck 1967. Raphidia friederikae ingår i släktet Raphidia och familjen ormhalssländor. Inga underarter finns listade i Catalogue of Life.